# Huma Abedin
Huma Mahmood Abedin (Kalamazoo, Michigan, 28 de juliol de 1976) és una assessora política nord-americana coneguda pel seu treball, durant molt de temps, com a ajudant de Hillary Rodham Clinton. Va ser ajudant de la Secretària d'Estat, i Cap de Personal del Departament d'Estat. Anteriorment va exercir com a ajudant de Clinton durant la campanya per la nominació demòcrata a les eleccions presidencials de 2008. Esta casada amb Anthony Weiner, ex representant al Congrés dels Estats Units per Nova York. Abedin va ser la vicepresidenta de la campanya de Clinton per a la campanya de les presidencials del 2016.